# San Diego de Cabrutica (paroisse civile)
Pour les articles homonymes, voir San Diego de Cabrutica et San Diego.
San Diego de Cabrutica est l'une des six divisions territoriales et statistiques dont l'une des cinq paroisses civiles de la municipalité de José Gregorio Monagas dans l'État d'Anzoátegui au Venezuela. Sa capitale est San Diego de Cabrutica.

## Géographie

### Démographie
Hormis sa capitale San Diego de Cabrutica, la paroisse civile possède plusieurs localités dont :
- Aribí
- Bello Monte
- Cogollal
- El Catalinero
- El Manguito
- La Reforma
- Matapalo
- Paradero
- San Diego de Cabrutica